# Сапалаевка
Сапалаевка (укр. Сапалаївка) — река в Луцке и Луцком районе Волынской области, правый приток Стыра.

## Гидрологическая характеристика
Начинается река Сапалаевка с небольшого ручья в долине вблизи луцкого городского кладбища в селе Гаразджа Луцкого района Волынской области и течет на запад в направлении города. Сапалаевка входит в Луцк через Теремновский микрорайон, где на ней созданы Теремновские пруды. Дальше река протекает через «Парк 900-летия Луцка» и направляется в сторону улицы Набережной, где впадает в реку Стыр — правый приток Припяти бассейна Днепра.
Длина Сапалаевки — 12,4 км (в пределах Луцка — 8,3 км), площадь водосборного бассейна — 39,2 км². Обычная ширина русла в среднем течении 2 м, долины — 1 км. Русло прямолинейное, местами искусственно спрямленое.
Расходы воды колеблются в пределах 0,04 — 0,4 м³/с в зависимости от сезона гидрологического режима.
На реке случаются критические паводки. Так, 30 июля 2013 года уровень воды в Сапалаевке в результате ливня поднялся на 2-3 метра на разных участках, затопив детскую железную дорогу, мост на улице Ярощука, образовав «озеро» между учебно-лабораторным корпусом № 2 (факультеты — биологический; географический; психологии) Восточноевропейского национального университета имени Леси Украинки и средней школой № 9.

## Гидрохимическая характеристика
По химическиму составу вода реки является гидрокарбонатно-кальциевой с минерализацией свыше 500 мг/дм³. Проблема с качеством воды Сапалаевки, как и для других луцких рек (Омеляник, Жидувка), а также многих малых рек, которые протекают городами (например, Лыбедь в Киеве, Полтва во Львове), — загрязнение берегов мусором и попадание хозяйственно-бытовых сточных вод.
Решением исполкома Луцкого горсовета от 24.05.2013 г. «О мероприятиях по предотвращению ухудшения качества поверхностных вод» для коммунального предприятия «Луцкводоканал» были установлены пункты ежеквартального локального мониторинга качества воды на р. Сапалаевка : № 1 — водоем Теремно; № 2 — парк имени 900-летия г. Луцка; № 3 — ул. Набережная.
Как позитивный в водоохранном плане аспект — выполнено благоустройство участка реки Сапалаевка в районе комплекса «Ситипарк».

## Название реки
Раньше река Сапалаевка называлась Яровица, поскольку там, где она впадала в Стыр, было когда-то село Яровица. Нынешнее название река получила от пруда, который в её низовье несколько веков спустя запрудил некий богатый человек Сапалай. Пруд с тех пор назвали Сапалаевским.
Впоследствии и река стала Сапалаевка.
Также одна из версий происхождения названия Сапалаевка следующая — во времена нападения Наполеона на Российскую империю на берегу реки погиб французский высокопоставленный деятель — Сапалай; с того времени и называют реку Сапалаевкой.

## Достопримечательности
В бассейне реки расположены сооружения Восточноевропейского национального университета имени Леси Украинки, детская железная дорога, Луцкий ботанический сад «Волынь».

## Галерея
- Сапалаевка в Луцке, вид с улицы Ярощука.
- Сапалаевка в Луцке, вид с улицы Вавилова.
- Сапалаевка в Луцке. Прямо – СШ № 9, справа - спортплощадка ВНУ им. Леси Украинки.
- Сапалаевка в Луцке, рядом детская железная дорога.